# Рожков, Пётр Кузьмич
Пётр Кузьмич Рожков (7 июля 1920 — 30 апреля 1999) — советский работник оборонной промышленности, Герой Социалистического Труда.

## Биография
Родился 7 июля 1920 года в Казани в рабочей семье.
После окончания восьми классов казанской школы № 26, поступил в экспериментально-электромеханические мастерские Казанского государственного университета учеником слесаря, где за три года работы вырос до слесаря 6-го разряда и механика точных приборов. Затем следующие два года Рожков трудился механиком по приборам на кафедре физиологии животных этого же университета.
Осенью 1940 года был призван на службу в Красную армию, участник Великой Отечественной войны с самого её начала.
Демобилизовался только летом 1946 года и вернулся к своей прежней работе, но уже на кафедре аэродинамики Казанского авиационного института. Осенью 1951 года Пётр Кузьмич перешел в опытно-конструкторское бюро завода № 294 Министерства авиационной промышленности (ныне Федеральный НПЦ «Радиоэлектроника»), где работал до конца жизни — занимался вопросами радиоэлектронного оборудования специального назначения.
Умер 30 апреля 1999 года.

## Награды
- Указом Президиума Верховного Совета СССР в 1980 году Пётру Кузьмичу Рожкову было присвоено звание Героя Социалистического Труда с вручением ордена Ленина и золотой медали «Серп и Молот» (за участие в коллективной работе по созданию Государственной системы активного запроса и ответа — свой-чужой — для Вооруженных Сил СССР).
- За весомый вклад в успешное выполнение заданий VIII пятилетки был награждён орденом Октябрьской Революции.
- Также награждён боевыми наградами — орденом Красной Звезды и многими медалями, среди которых «За боевые заслуги», «За победу над Германией в Великой Отечественной войне 1941—1945 гг.», «За победу над Японией».